# University (Misisipi)
University es un lugar designado por el censo ubicado en el condado de Lafayette en el estado estadounidense de Misisipi. En el año 2010 tenía una población de 4,202 habitantes.

## Geografía
University se encuentra ubicado en las coordenadas 34°21′59.53″N 89°31′31.9″O / 34.3665361, -89.525528.